# T4-Gutachter

Ausschnitt aus der T4-Gutachterliste (Heidelberger Dokumente Nr. 127.891)

T4-Gutachter waren ärztliche Gutachter, die für die Organisation und Durchführung der nationalsozialistischen Krankenmorde, der „Aktion T4“, berufen worden waren und anhand von Meldebögen mit den Daten der potenziellen Opfer der Aktion entschieden, welche Kranken und Behinderten in den speziell dafür eingerichteten Tötungsanstalten vergast wurden. Aus dem erhaltenen Dokument einer internen Ärzteliste der Zentraldienststelle T4 lassen sich 40 Ärzte nachweisen, die als Gutachter für die Aktion T4 tätig waren.

## Liste der T4-Gutachter
| Arzt                 | Lebensdaten                           | Zeit als Gutachter                   |
| -------------------- | ------------------------------------- | ------------------------------------ |
| Hermann Pfannmüller  | 8. Juni 1886 – 10. April 1961         | ab 17. November 1939                 |
| Ernst Wagenknecht    | 23. Oktober 1880 –?                   | 17. November 1939 – 16. Februar 1940 |
| Ernst Hefter         | 11. Januar 1906 – 11. April 1947      | ab 17. November 1939                 |
| Hans Heinze          | 18. Oktober 1895 – 4. Februar 1983    | ab 17. November 1939                 |
| Walter Kaldewey      | 10. Dezember 1896 – 13. Januar 1954   | 28. Februar 1940 – 29. Januar 1941   |
| Carl-Heinz Rodenberg | 19. November 1904 – 1995              | 28. Februar 1940 – 14. Oktober 1940  |
| Arthur Schreck       | 15. August 1878 – 3. Oktober 1963     | 28. Februar 1940 – 30. November 1940 |
| Theodor Steinmeyer   | 7. Dezember 1897 – 26. Mai 1945       | ab 28. Februar 1940                  |
| Hermann Paul Nitsche | 25. November 1876 – 25. März 1948     | ab 28. Februar 1940                  |
| Friedrich Mennecke   | 6. Oktober 1904 – 28. Januar 1947     | ab 28. Februar 1940                  |
| Friedrich Panse      | 30. März 1899 – 6. Dezember 1973      | 14. Mai 1940 – 16. Dezember 1940     |
| Carl Schneider       | 19. Dezember 1891 – 11. Dezember 1946 | ab 20. April 1940                    |
| Kurt Pohlisch        | 28. März 1893 – 6. Februar 1955       | 30. April 1940 – 6. Januar 1941      |
| Konrad Zucker        | 7. Dezember 1893 – 31. August 1978    | ab 8. Mai 1940                       |
| Georg Renno          | 13. Januar 1907 – 4. Oktober 1997     | ab 31. Mai 1940                      |
| Otto Reisch          | 23. Oktober 1891 – 1977               | 30. April 1940 – 2. Juli 1940        |
| Otto Hebold          | 27. Juli 1896 – 4. Januar 1975        | ab 8. Mai 1940                       |
| Rudolf Lonauer       | 9. Januar 1907 – 5. Mai 1945          | ab 9. Mai 1940                       |
| Hans Aloys Schmitz   | 1. Juli 1899 – 6. März 1973           | 30. Juli 1940 – 14. November 1940    |
| Berthold Kihn        | 10. März 1895 – 19. Januar 1964       | ab 5. Juni 1940                      |
| Günter Munkwitz      | 13. März 1912 – 1970                  | 25. Juli 1940 – 31. Januar 1941      |
| Wilhelm Schumacher   | 19. November 1908 –?                  | ab 5. August 1940                    |
| Oskar Begusch        | 21. Januar 1897 – 11. Januar 1944     | 2. September 1940 – 4. Juli 1941     |
| Ernst Sorger         | 19. November 1892 – 9. August 1945    | 2. September 1940 – 8. März 1941     |
| Walter Schmidt       | 9. Juli 1910 – 31. Januar 1970        | 2. September 1940 – Dezember 1940    |
| Friedrich Mauz       | 1. Mai 1900 – 7. Juli 1979            | ab 6. September 1940                 |
| Valentin Faltlhauser | 28. November 1876 – 8. Januar 1961    | ab 6. September 1940                 |
| Hanns Heene          | 11. August 1896 – 13. April 1948      | 6. September 1940 – Dezember 1940    |
| Franz Fehringer      | 14. Juni 1903 –?                      | 6. September 1940 – 13. Januar 1941  |
| Hans Bertha          | 14. April 1901 – 3. Januar 1964       | 30. September 1940 – März 1941       |
| Erwin Jekelius       | 5. Juni 1905 – 8. Mai 1952            | 14. Oktober 1940 – Februar 1941      |
| Robert Müller        | 14. Januar 1886 – 2. Juni 1945        | März 1941 bis 1943                   |
| Werner Villinger     | 9. Oktober 1887 – 8. August 1961      | ab 28. März 1941                     |
| Erich Straub         | 26. August 1885 – 29. April 1945      | ab 8. Juli 1941                      |
| Gerhard Wischer      | 1. Februar 1903 – 4. November 1950    | ab 2. August 1941                    |
| Curt Schmalenbach    | 24. Februar 1910 – 15. Juni 1944      | ab 28. August 1941                   |
| Victor Ratka         | 27. November 1895 – 5. April 1966     | ab 10. September 1941                |
| Curd Runckel         | 4. August 1913 –?                     | ab 3. Oktober 1942                   |
| Alfred Schulz        | 13. September 1890 – 1. November 1947 | ab 7. Mai 1943                       |
| Gustav Schneider     | 15. April 1908 –?                     | ab 31. Mai 1943 (?)                  |

Die einzelnen Meldebögen wurden in Kopien an jeweils drei der o. g. Gutachter gesandt. Das Ergebnis fasste die T4-Zentraldienststelle zusammen und legte dieses jeweils einem der drei nachstehenden Obergutachter vor, denen die letzte Entscheidung vorbehalten blieb.

## Liste der T4-Obergutachter
| Person               | Lebensdaten                         | Zeit als Gutachter           |
| -------------------- | ----------------------------------- | ---------------------------- |
| Werner Heyde         | 25. April 1902 – 13. Februar 1964   | Oktober 1939 – Dezember 1941 |
| Hermann Paul Nitsche | 25. November 1876 – 25. März 1948   | ab 28. Februar 1940          |
| Herbert Linden       | 14. September 1899 – 27. April 1945 | ab Oktober 1939              |

## Gutachterliste der Kinder-Euthanasie
Auch für die zeitlich kurz vor der Aktion T4 bzw. der Erwachsenen-Euthanasie begonnene Kinder-Euthanasie waren drei Gutachter bestellt worden:
| Person         | Lebensdaten                        | Zeit als Gutachter |
| -------------- | ---------------------------------- | ------------------ |
| Werner Catel   | 27. Juni 1894 – 30. April 1981     | ab Herbst 1939     |
| Hans Heinze    | 18. Oktober 1895 – 4. Februar 1983 | ab Herbst 1939     |
| Ernst Wentzler | 3. September 1891 – 9. August 1973 | ab Herbst 1939     |